# 小行星4814
小行星4814（4814 Casacci）是一颗绕太阳运转的小行星，为主小行星带小行星。该小行星于1978年9月1日发现。

## 轨道参数
小行星4814的轨道半长轴为3.2251926 UA，离心率为0.191。